# Alfredo Codona
Alfredo Codona (7 octobre 1893 - 30 juillet 1937) est un trapéziste mexicain, membre du groupe "Flying Codonas" de renommée mondiale. Il est le premier voltigeur à exécuter continuellement le triple saut périlleux.

## Biographie
Alfredo Codona est issu d'une famille nombreuse de musiciens itinérants. Le père Eduardo Codona (1859-1934) est un artiste de cirque et un entrepreneur mexicain et sa mère Hortense Buislay (1869-1931) est trapéziste issue d'une  famille de cirque français. Les parents initient leurs enfants dès leur plus jeune âge à de nombreuses spécialités du cirque, notamment les numéros aériens et des exercices d'icarisme (forme d'art acrobatique qui consiste à faire voltiger un acrobate sur les pieds d'un porteur).

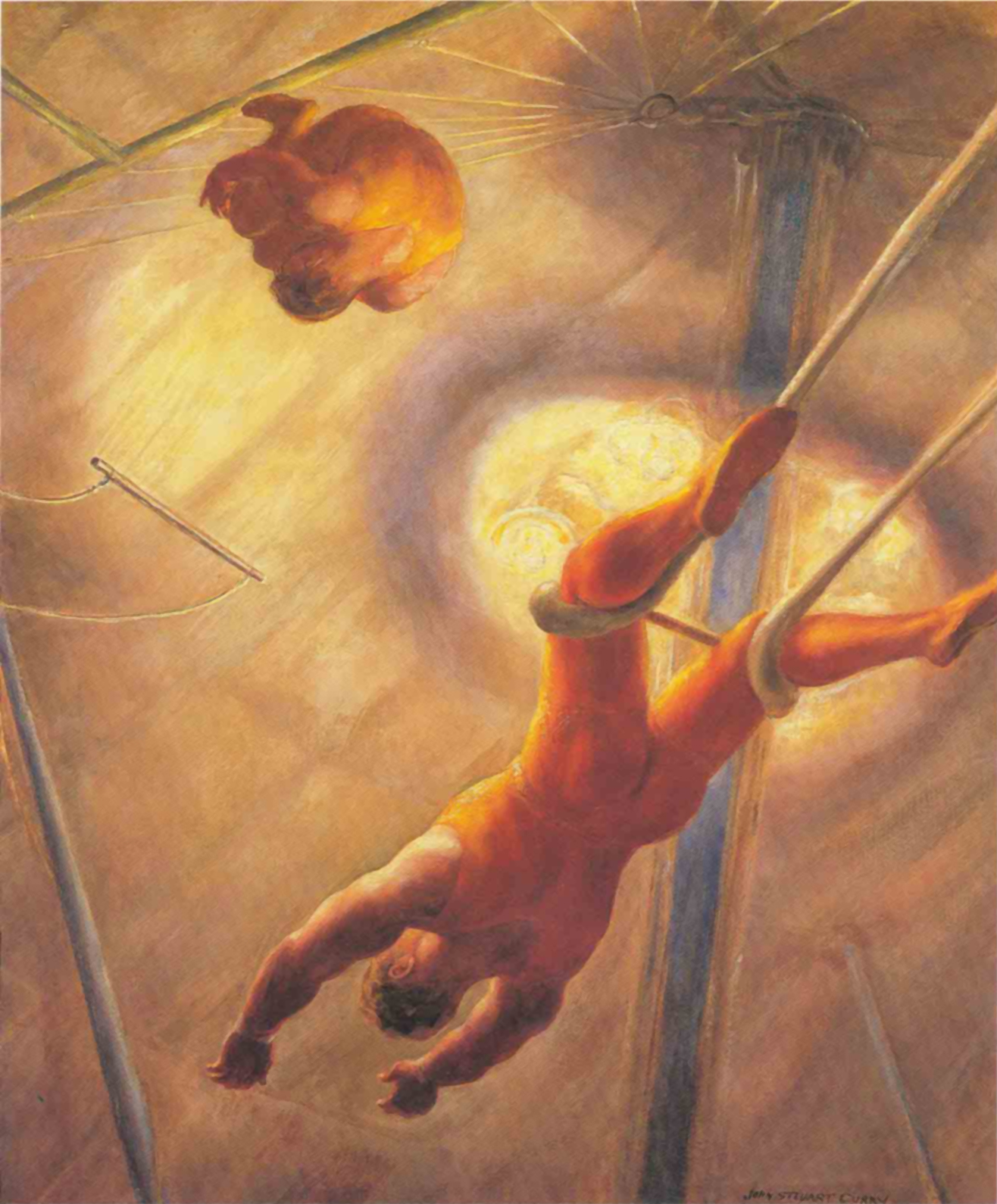
Peinture "Flying Codonas" de John Steuart Curry-1932

En 1917, il forme le groupe les "Flying Codonas" renommés par la suite les "Three Codonas", avec sa sœur Victoria où ils sont aviateurs tandis que son frère Lalo est receveur. Ils rejoignent le cirque Ringling Bros où Alfredo devient rapidement une tête d'affiche compte tenu qu'il est le premier interprète à maîtriser le triple saut périlleux aérien.  
En 1927, Alfredo Codona épouse la voltigeuse Clara Curtin en premières noces puis divorce. En 1928, Alfredo Codona épouse la trapéziste Lillian Leitzel.  Après le décès tragique de son épouse lors d'un accident de trapèze, il se marie en 1932 avec la trapéziste Vera Bruce. En 1932, il figure  dans un court-métrage Swing High. Il est la doublure  de Johnny Weissmuller dans Tarzan, l'homme singe ainsi que sa suite Tarzan et son compagnon. Alfredo Codona continue d'inclure des cascades extrêmement dangereuses lors de ses numéros. En 1933, lors d'un  numéro au Ringling Bros and Barnum & Bailey Circus, il  subit une blessure à l'épaule qui le contraint à abandonner  son activité et prend sa retraite en 1934. 
En 1937, Vera Bruce demande le divorce. Lors d'une réunion pour conclure un règlement de propriété chez le notaire, Alfredo Codona assassine son épouse par balles avec un pistolet automatique et se suicide immédiatement,.
Selon ses volontés, Alfredo Codona est enterré au cimetière d'Inglewood Park en Californie à côté de la tombe de sa seconde épouse Lilian Leitzel .  

## Adaptations cinématographiques
Il a été interprété par René Deltgen dans le film allemand de 1940 Die drei Codonas (ou Les Trois Codonas ).